# Auto-ionisation
L'auto-ionisation d'une substance servant de solvant est sa dissociation partielle en ions positifs et négatifs (cations et anions). Dans ce contexte le cation est appelé ion solvonium et l'anion ion solvate (anciennement, lyonium et lyate).

## Principe
L'auto-ionisation est une réaction chimique du type :
{\displaystyle \mathrm {AB} \rightleftharpoons \mathrm {A} ^{+}+\mathrm {B} ^{-}},
caractérisée par la constante de dissociation :
{\displaystyle K_{\mathrm {d} }={\frac {[\mathrm {A} ^{+}]\ [\mathrm {B} ^{-}]}{[\mathrm {AB} ]}}}
où [A+], [B−] et [AB] représentent les activités de A+, B− et AB. La valeur numérique de Kd à une température donnée est généralement exprimée sous la forme de son cologarithme {\displaystyle \mathrm {p} K_{\mathrm {d} }=-\log K_{\mathrm {d} }}.

## Exemples
| Solvant        | Ion solvonium    | Ion solvate     | Réaction de dissociation | pKd          |
| -------------- | ---------------- | --------------- | ------------------------ | ------------ |
| Eau (H2O)      | Hydronium (H3O+) | Hydroxyle (OH−) | 2 H2O ⇌ H3O+ + OH−       | 14 (à 25 °C) |
| Ammoniac (NH3) | Ammonium (NH4+)  | Amide (NH2−)    | 2 NH3 ⇌ NH4+ + NH2−      |              |

| Solvant                            | Ion solvonium               | Ion solvate                    | Réaction de dissociation  | pKd |
| ---------------------------------- | --------------------------- | ------------------------------ | ------------------------- | --- |
| Peroxyde d'azote (N2O4)            | Nitrosonium (NO+)           | Nitrate (NO3−)                 | N2O4 ⇌ NO+ + NO3−         |     |
| Trichlorure d'antimoine (SbCl3)    | Dichloroantimonium (SbCl2+) | Tétrachloroantimonate (SbCl4−) | 2 SbCl3 ⇌ SbCl2+ + SbCl4− |     |
| Phosgène (COCl2)                   | Chlorocarboxonium (COCl+)   | Chlorure (Cl−)                 | COCl2 ⇌ COCl+ + Cl−       |     |
| Trifluorure de brome (BrF3)        | BrF2+                       | BrF4−                          | 2 BrF3 ⇌ BrF2+ + BrF4−    |     |
| Trichlorure de phosphoryle (POCl3) | POCl2+                      | POCl4−                         | 2 POCl3 ⇌ POCl2+ + POCl4− |     |